# Chrono Trigger
Chrono Trigger (クロノ・トリガー?, Kurono Torigā) è un videogioco di ruolo del 1995 sviluppato e pubblicato da Square. È stato originariamente distribuito per il Super Nintendo Entertainment System come prima uscita della serie di Chrono.
Il team di sviluppo di Chrono Trigger includeva tre game designer che Square indicò come "Dream Team": Hironobu Sakaguchi, il creatore della serie di Square Final Fantasy; Yūji Horii, un game designer indipendente e autore della popolare serie di Enix Dragon Quest; e Akira Toriyama, un autore di manga famoso per il suo lavoro su Dragon Quest e Dragon Ball. Kazuhiko Aoki ha prodotto il gioco, Masato Kato ha scritto gran parte della trama, mentre Yasunori Mitsuda ha composto la maggior parte delle musiche prima di ammalarsi e cedere a Nobuo Uematsu, storico compositore della serie Final Fantasy, il compito di scrivere i brani rimanenti.
Square ha pubblicato un port a cura di Tose per PlayStation nel 1999, poi incluso insieme a un port di Final Fantasy IV nella raccolta Final Fantasy Chronicles, pubblicata nel 2001 per il mercato nordamericano. Una versione di Chrono Trigger leggermente migliorata, ancora da parte di TOSE, è stata pubblicata per Nintendo DS in Nord America e in Giappone nel 2008, mentre è arrivata sul mercato PAL nel 2009, con la possibilità di giocare in tre lingue: inglese, francese e tedesco. Chrono Trigger è stato in seguito pubblicato anche su i-mode, Virtual Console, PlayStation Network, e sui sistemi operativi iOS e Android.
La storia del gioco segue le avventure di un gruppo di personaggi che viaggia nel tempo per salvare il mondo da una catastrofe. Al tempo della sua realizzazione il gioco poteva contare su una grafica all'avanguardia, con molti riferimenti a nomi ed eventi mitologici, leggende, alla storia e alla Bibbia. Chrono Trigger è stato un successo commerciale e di critica al momento della sua uscita, ed è spesso considerato da giocatori e critici uno dei migliori videogiochi di tutti i tempi. La rivista Nintendo Power ha descritto gli elementi di Chrono Trigger come rivoluzionari, inclusi i suoi finali multipli, missioni secondarie legate alla storia principale e incentrate sullo sviluppo dei personaggi, un originale sistema di combattimento e una grafica molto dettagliata. Chrono Trigger è stato il terzo videogioco più venduto del 1995, con oltre due milioni di copie spedite a marzo 2003. La versione per Nintendo DS ha venduto 790 000 copie a marzo 2009.

## Trama

### Ambientazione
Chrono Trigger si svolge in un mondo simile alla Terra, con ere come l'era preistorica, in cui uomini primitivi e dinosauri condividono la Terra; il Medioevo, ricco di cavalieri, mostri e magia; e il futuro postapocalittico, dove umani indigenti e robot senzienti lottano per sopravvivere. I personaggi viaggiano frequentemente nel tempo alla ricerca di alleati, raccogliendo equipaggiamento e apprendendo informazioni utili per le loro avventure. Il gruppo ottiene anche l'accesso alla Fine del Tempo (rappresentato come anno ∞), che funge da piazza per viaggiare indietro verso altre epoche storiche. Il gruppo acquisisce poi una macchina del tempo nota come le Ali del Tempo, soprannominata Epoch (questo nome di default può essere cambiato dal giocatore quando ottiene accesso al veicolo). Il veicolo è in grado di viaggiare liberamente nel tempo tra qualsiasi era, senza dover prima raggiungere la Fine del Tempo.

### Personaggi
In Chrono Trigger un gruppo di avventurieri viaggia attraverso il tempo per salvare il futuro del loro pianeta. Durante lo svolgersi della storia a loro si uniscono alleati provenienti da altri periodi storici allo scopo di sconfiggere il parassita alieno Lavos che lentamente sta distruggendo il loro mondo. Il giocatore alla fine dispone di un gruppo di sette personaggi giocabili: Crono, il protagonista, Marle, la principessa ribelle, Lucca, la brillante inventrice, Robo, il robot rifiutato dai suoi simili, Frog, la rana cavaliere, Ayla, la donna delle caverne e, a scelta, il mago oscuro Magus.

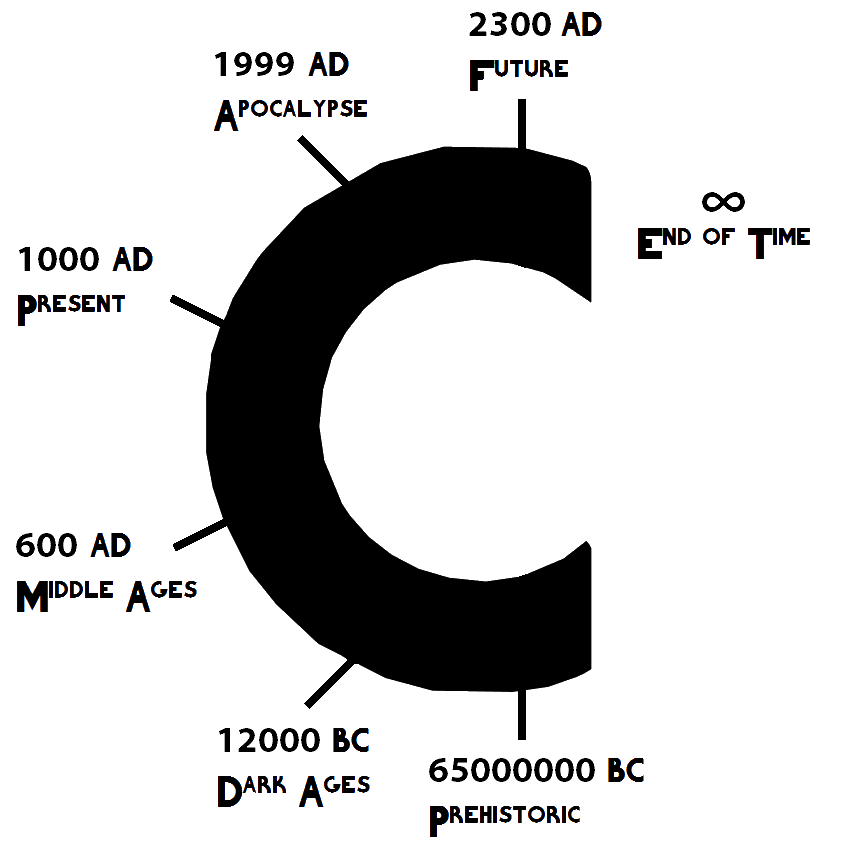
L'indicatore temporale presente nella macchina del tempo Epoch, che consente al gruppo di eroi di viaggiare attraverso epoche diverse

Il gruppo si sposta attraverso portali ed Epoch, una macchina del tempo volante, in sette diversi momenti della storia: l'Era Preistorica (65 milioni di anni a.C.), l'Età Oscura (12000 a.C.), il Medioevo (600 d.C.), il Presente (1000 d.C.), l'Apocalisse (1999 d.C.), il Futuro postapocalittico (2300 d.C.) e la Fine del tempo.

### Il Chrono Trigger
Il Chrono Trigger del titolo (chiamato anche Uovo del Tempo) è un piccolo marchingegno in grado di manipolare il flusso della causalità. Come spiega Gaspare, il Chrono Trigger avrà un effetto pari a quello degli sforzi di chi se ne serve, non di più, non di meno. Crono, che viene ucciso da Lavos nel 12000 a.C., è un soggetto fondamentale per il continuum spaziotemporale e i suoi amici non si risparmiano nel cercare di riportarlo in vita (o, meglio, impedirne la morte). Il Chrono Trigger quindi, rispondendo a queste energie, si schiude riportando Crono in vita. In generale, comunque, questo evento non è fondamentale per la trama in quanto il gioco può orientarsi verso diversi finali a seconda delle scelte del giocatore (che può ugualmente concluderlo anche con Crono morto, o può addirittura non farlo mai morire).

## Modalità di gioco
Chrono Trigger presenta il gameplay standard dei videogiochi di ruolo. Il giocatore controlla il protagonista e i suoi compagni nel mondo bidimensionale del gioco, composto da varie foreste, città e sotterranei. La navigazione avviene tramite una mappa dell'overworld, che raffigura il paesaggio da una vista dall'alto in scala ridotta. Aree come foreste, città e luoghi simili sono rappresentate come mappe ridotte più realistiche, in cui i giocatori possono conversare con la gente del posto per procurarsi oggetti e servizi, risolvere enigmi e sfide o incontrare nemici. Il gameplay di Chrono Trigger si discosta da quello dei tradizionali giochi di ruolo alla giapponese in quanto, invece di apparire in incontri casuali, molti nemici sono apertamente visibili sulle mappe del campo o sono in agguato per tendere un'imboscata al gruppo. Il contatto con i nemici su una mappa del campo dà inizio a una battaglia che avviene direttamente sulla mappa anziché su una schermata di battaglia separata.
Giocatori e nemici possono usare attacchi fisici o magici per ferire i bersagli durante la battaglia, e i giocatori possono usare oggetti per curarsi o proteggersi. Ogni personaggio e nemico ha un certo numero di punti vita; gli attacchi riusciti riducono i punti vita di quel personaggio, che possono essere ripristinati con pozioni e incantesimi. Quando un personaggio giocabile perde tutti i punti vita, sviene; se tutti i personaggi del giocatore cadono in battaglia, il gioco finisce e deve essere ripristinato da un capitolo precedentemente salvato, tranne che in battaglie specifiche legate alla trama che consentono o costringono il giocatore a perdere. Tra una battaglia e l'altra, un giocatore può equipaggiare i propri personaggi con armi, armature, elmetti e accessori che forniscono effetti speciali (come maggiore potenza di attacco o difesa contro la magia) e vari oggetti consumabili possono essere utilizzati sia dentro che fuori dalle battaglie. Gli oggetti e l'equipaggiamento possono essere acquistati nei negozi o trovati sulle mappe dei campi, spesso negli scrigni del tesoro. Esplorando nuove aree e combattendo i nemici, i giocatori avanzano nella storia di Chrono Trigger.
Chrono Trigger utilizza un sistema "Active Time Battle"—un elemento ricorrente dei giochi della serie Final Fantasy di Square progettato da Hiroyuki Itō per Final Fantasy IV—denominato "Active Time Battle 2.0". Ogni personaggio può agire in battaglia una volta che il timer personale, dipendente dalla statistica di velocità del personaggio, conta fino a zero. La magia e le tecniche fisiche speciali vengono gestite attraverso un sistema chiamato "Tecniche". Le tecniche riducono i punti magia di un personaggio (un misuratore numerico simile ai punti vita) e spesso hanno aree di effetto speciali; alcuni incantesimi danneggiano i mostri ravvicinati in gruppo, mentre altri possono danneggiare i nemici sparsi in linea. I nemici spesso cambiano posizione durante la battaglia, creando opportunità per l'uso tattico delle tecniche. Una caratteristica unica del sistema di tecniche di Chrono Trigger è la presenza di numerose tecniche cooperative. Ogni personaggio riceve otto tecniche personali che possono essere utilizzate insieme a quelle degli altri per creare tecniche doppie e triple per un effetto maggiore. Ad esempio, la tecnica Ciclone di Crono può essere combinata con Lanciafiamme di Lucca per creare Ciclone di fiamme. Quando i personaggi con tecniche compatibili hanno abbastanza punti magici disponibili per eseguire le loro tecniche, il gioco mostra automaticamente la combo come opzione.
Chrono Trigger presenta molti altri tratti di gioco distintivi, tra cui il viaggio nel tempo. I giocatori hanno accesso a sette epoche della storia del mondo di gioco e le azioni passate influenzano gli eventi futuri. Nel corso della storia, i giocatori trovano nuovi alleati, completano missioni secondarie e cercano i cattivi chiave. Il viaggio nel tempo viene effettuato tramite portali e pilastri di luce noti come "portali del tempo", nonché con una macchina del tempo chiamata Epoch. Il gioco contiene dodici unici finali (tredici nelle versioni DS, iOS, Android e Steam); il finale che il giocatore riceve dipende da quando e come raggiunge e completa la battaglia finale del gioco. La versione per DS di Chrono Trigger presenta un nuovo finale a cui è possibile accedere dalla Fine del Tempo dopo aver completato l'ultimo dungeon extra e il boss finale opzionale. Chrono Trigger introduce anche un'opzione di New Game Plus; dopo aver completato il gioco, il giocatore può iniziare una nuova partita con i personaggi aventi gli stessi livelli, tecniche ed equipaggiamento, ad esclusione del denaro, con cui ha terminato la partita precedente. Tuttavia, alcuni elementi centrali della trama vengono rimossi e devono essere ritrovati, come la spada Masamune. Square ha utilizzato il concetto New Game Plus anche in giochi successivi, tra cui Chrono Cross e Final Fantasy XV.

## Sviluppo
Chrono Trigger è stato supervisionato da un gruppo di sviluppatori detto "Dream Team", composto da Hironobu Sakaguchi (produttore della serie Final Fantasy), Yūji Horii (direttore della serie di giochi Dragon Quest), il mangaka Akira Toriyama, che ha concepito l'aspetto dei personaggi (autore di Dragon Ball e Dragon Quest), il produttore Kazuhiko Aoki, e Nobuo Uematsu (uno dei più celebri compositori videoludici, celebre per la saga di Final Fantasy). Altri importanti collaboratori allo sviluppo del gioco sono stati il compositore Yasunori Mitsuda e lo sceneggiatore Masato Kato, entrambi allora sconosciuti ma diventati in seguito famosi per i videogiochi Xenogears e Xenosaga.
È stato ripubblicato in Giappone nel 1999 per la console PlayStation e in Nord America nel 2001 come parte del cofanetto Final Fantasy Chronicles insieme a Final Fantasy IV. Il gioco non è mai stato ufficialmente pubblicato in Europa, Australia ed Asia. Nel 2008 è stata realizzata e distribuita in tutto il mondo una conversione (con alcune aggiunte) per Nintendo DS. Nel 2011 è stata pubblicata anche l'edizione per iOS, questa volta con una traduzione ufficiale in lingua italiana. Nel 2012 la stessa versione è stata resa disponibile anche per Android.

## Colonna sonora

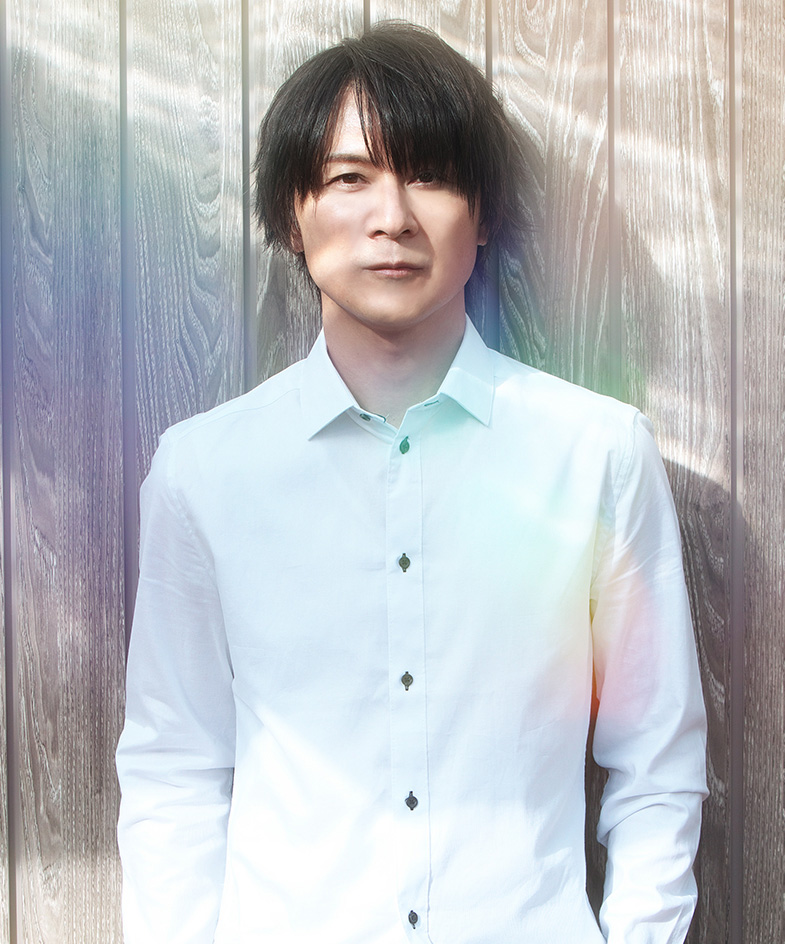
Yasunori Mitsuda, il compositore principale di Chrono Trigger

La colonna sonora di Chrono Trigger è divenuta molto popolare, e ne sono state pubblicate diverse versioni sinfoniche. Fu composta ed arrangiata inizialmente da Yasunori Mitsuda, la sua prima opera dopo la carriera di tecnico del suono. Ironicamente Nobuo Uematsu firmò per il progetto soltanto per aiutare Mitsuda, il quale non poté completare il lavoro a causa di ulcere gastriche. Uematsu, che fece parte del Dream Team, compose dieci brani, aiutato da Noriko Matsueda, mentre Mitsuda ne totalizzò 54. In seguito compose quattro tracce addizionali per i menu Extra della versione PlayStation; due di queste - Un giorno di sole ci incontrammo e Un incontro col destino - furono ricordate da uno dei creatori di Doom, John Romero, come due delle sue canzoni preferite.

## Versioni

### Super Famicom/Super Nintendo
La versione originale di Chrono Trigger è una cartuccia a 32 Mb, una capienza relativamente maggiore rispetto ad altri titoli della console, con RAM aggiuntiva nella batteria per i salvataggi, e non utilizza coprocessori su cartuccia. I giocatori che prenotarono Chrono Trigger per Super Famicom in Giappone ricevettero una carta olografica da collezione con un disegno artistico tratto dal gioco: la battaglia con Magus sulla neve, il volo su Epoch o il ritratto di un personaggio. Un altro contributo alla "rarità" del titolo è il fatto che non sia mai stato distribuito in Europa, a differenza dei giochi di ruolo seguenti.

### Versione beta e ROM-hacks
Molte voci circondano Chrono Trigger sin dagli inizi dello sviluppo del gioco, a causa della sua trama profonda e dei finali irrisolti; alcune sono vere, ma la maggior parte, invece, sono solo leggende. Ad esempio si pensava che il viaggiatore Toma e la principessa Schala fossero stati creati in un primo tempo come personaggi giocabili; le prove dovrebbero trovarsi nella manipolazione di numerose sezioni del gioco mediante codici Game Genie o Pro Action Replay. Un'indagine più accurata effettuata da diversi fan ha rivelato un numero estremamente ridotto di facoltà per un ottavo personaggio giocabile, in quanto la grafica è espressamente creata per un gruppo di sette. Un esame della versione beta stabilisce inoltre l'assoluta mancanza di animazioni supplementari per Toma e Schala.
La versione beta summenzionata è nota comunemente come Chrono Trigger Pre-release; fu consegnata ai distributori per assicurare le vendite prima del debutto della versione finale, e fu distribuita digitalmente nel 1999. Al suo interno molte aree non hanno catena di eventi (e dunque non sono giocabili), la musica risulta leggermente diversa, Ayla non è un personaggio giocabile ed esistono due sprite per un ottavo personaggio alla Fine del Tempo (con ogni probabilità un boss che blocca l'area). In aggiunta vi sono alcune aree e mostri non presenti nella versione finale.
Geiger, un ROM hacker di lunga data, ha messo a disposizione un editor per Chrono Trigger chiamato "Temporal Flux", che permette la modifica completa di qualunque locazione nella ROM, la modifica delle stringhe di testo e la variazione del codice degli eventi. Nel decimo anniversario di Chrono Trigger (il 22 agosto 2005) ha debuttato la prima ROM hack definitiva, una demo per un seguito del gioco, a cui hanno preso parte alcuni del team di sviluppo originale.

### PlayStation
Una versione potenziata di Chrono Trigger per PlayStation è stata pubblicata inizialmente nel 1999 in Giappone. La traduzione originale statunitense fu effettuata da Ted Woolsey, all'epoca ricordato per la celebre localizzazione di Final Fantasy VI; tale edizione fu messa in commercio insieme ad una versione rimasterizzata di Final Fantasy IV sotto il nome di Final Fantasy Chronicles nel 2001. Essa propone scene in stile anime eseguite dal Bird Studio di Akira Toriyama lungo tutto l'arco del gioco e diverse aggiunte. Ciascun finale raggiunto sblocca i seguenti contenuti:
- 10 filmati aggiuntivi;
- 69 brani del gioco, inclusi quelli dei menu extra;
- Le statistiche di tutti i mostri affrontati nel gioco;
- Una lista di tutti i finali con uno screenshot di ciascuno di essi;
- 16 ritratti dei personaggi;
- Una lista delle tecniche;
- Le descrizioni dei boss e le strategie per sconfiggerli facilmente;
- Una mappa che mostra le locazioni degli oggetti nascosti.

### Remake non ufficiali
Pochi rimarchevoli tentativi sono stati fatti dagli appassionati per portare Chrono Trigger su PC ad una grafica 3D. Chrono Resurrection e Chrono Trigger Remake Project sono stati forzatamente interrotti da Square Enix.

## Seguiti

### Satellaview
Per la periferica Satellaview uscirono:
- Chrono Trigger: Jet Bike Special;
- Chrono Trigger: Character Library;
- Chrono Trigger: Music Library (1995).

Le ultime due sono state aggiunte alla versione PlayStation.

### Radical Dreamers
Pubblicato soltanto in Giappone per Super Famicom, inizialmente si trattava di una breve avventura grafica. In seguito venne rifatto per costituire da introduzione a Chrono Cross.

### Chrono Cross
Chrono Cross non è propriamente un seguito di Chrono Trigger, come dichiararono ufficialmente gli stessi sviluppatori; sebbene si ponga nel solco tecnico scavato dal predecessore, le locazioni e il sistema di gioco sono differenti. Tuttavia, Chrono Cross espande in maniera efficace la trama trattata nel capitolo precedente.

### Seguiti futuri
Square Enix ha ottenuto diritti d'autore sul nome Chrono Brake in Giappone, attirando l'attenzione dei fan su un possibile seguito del gioco.
Il 3 luglio 2008 l'azienda annunciò l'avvio della realizzazione di una conversione di Chrono Trigger per la console Nintendo DS, pubblicato nel novembre 2008 in Giappone e in America, e nel febbraio 2009 in Europa.